# Эль-Фула
Эль-Фула (араб. الفولة‎, англ. Al-Fulah) — город на юге Судана, административный центр провинции Западный Кордофан. В период с 2005 по 2013 годы входил в состав провинции Южный Кордофан.

## Географическое положение
Город находится в северо-западной части штата, на плато Кордофан, на высоте 542 метров над уровнем моря.
Эль-Фула расположена на расстоянии приблизительно 165 километров к северо-западу от Кадугли, административного центра штата и на расстоянии 610 километров к юго-западу от Хартума, столицы страны.

## Климат
| Показатель                    | Янв. | Фев. | Март | Апр. | Май  | Июнь | Июль  | Авг.  | Сен. | Окт. | Нояб. | Дек. | Год   |
| ----------------------------- | ---- | ---- | ---- | ---- | ---- | ---- | ----- | ----- | ---- | ---- | ----- | ---- | ----- |
| Средний суточный максимум, °C | 31,6 | 34,0 | 37,0 | 39,2 | 38,5 | 35,9 | 32,2  | 31,6  | 33,2 | 35,5 | 34,8  | 33,0 | 34,7  |
| Средняя температура, °C       | 24,0 | 26,4 | 29,7 | 31,8 | 32,2 | 29,3 | 28,0  | 27,5  | 28,1 | 29,2 | 27,5  | 25,2 | 28,2  |
| Средний суточный минимум, °C  | 14,7 | 17,0 | 20,5 | 22,7 | 24,0 | 23,8 | 22,0  | 21,7  | 21,5 | 21,4 | 18,7  | 15,7 | 20,1  |
| Норма осадков, мм             | 0,0  | 0,0  | 0,7  | 4,3  | 25,5 | 77,3 | 127,3 | 126,3 | 99,9 | 26,1 | 0,1   | 0,0  | 487,5 |
| Источник:                     |      |      |      |      |      |      |       |       |      |      |       |      |       |

## Демография
По данным переписи 2008 года численность населения Эль-Фулы составляла 26 020 человек.
Динамика численности населения города по годам:
| 1973 | 1983 | 2008   |
| ---- | ---- | ------ |
| 5294 | 7155 | 26 020 |

## Транспорт
Ближайший аэропорт расположен в городе Эн-Нухуд.